# Salvaron el cerebro de Lisa
«Salvaron el cerebro de Lisa» —título original: «They Saved Lisa's Brain»— es el vigésimo segundo y penúltimo episodio de la décima temporada de la serie animada Los Simpson. Se emitió por primera vez en los Estados Unidos por FOX el 9 de mayo de 1999. En él, tras escribir una atenta carta al Springfield Shopper, Lisa es invitada a unirse a la sección de Springfield de Mensa. Cuando más tarde el alcalde Quimby huye de Springfield, el grupo toma el control de la ciudad, con la esperanza de mejorar la vida de los springfieldianos mediante el gobierno de los más listos. Mientras tanto, Homer posa para una serie de fotos eróticas.
Fue dirigido por Pete Michels y escrito por Matt Selman, aunque la idea para el episodio fue lanzada por el antiguo guionista George Meyer. Fue la primera aparición oficial de Lindsay Naegle y el primer episodio en el que el físico teórico y cosmólogo Stephen Hawking actuó como invitado. El equipo quería a Hawking como estrella invitada porque necesitaban a alguien que fuera más inteligente que todos los miembros de Mensa de Springfield, y porque habían oído que era fanático de la serie. El episodio contiene referencias a Star Trek, al pintor Vincent van Gogh y al arquitecto Frank Lloyd Wright, y menciona la teoría de que el universo es toroidal, es decir, tiene forma de rosquilla.
En su emisión original, fue visto por aproximadamente 6,8 millones de espectadores, una cantidad muy baja para la serie. Tras la emisión del episodio, Selman hizo una polémica declaración sobre San Luis Este, que en el episodio fue declarada la ciudad menos habitable de los Estados Unidos. Aunque el episodio recibió críticas dispares, la aparición de Hawking fue aclamada por la crítica, y desde entonces ha aparecido en varias listas de las mejores apariciones como invitado en Los Simpson. Hawking apareció en otros tres episodios y se ha producido una figura de acción basada en sus cameos en la serie. Aunque Hawking declaró que disfrutaba como invitado, también mencionó que sus cameos hacían que mucha gente le confundiera con un personaje de ficción.

## Trama
Un pudin bajo en grasas, Grandma Plopwell's, es el patrocinador de un concurso de asquerosidad de Springfield que promete un lujoso viaje al ganador. Muchos residentes se presentan al concurso, pero las cosas no van bien cuando uno de los jueces, Rainier Wolfcastle, se declara ganador por «dejarse ver con ustedes, los asquerosos». El concurso acaba en disturbios y Lisa es golpeada en la cara dos veces con pudding. Denuncia a Springfield por su antiintelectualismo en una carta abierta publicada en el Springfield Shopper. Aunque la mayor parte de la ciudad la ignora, impresiona a la sección de Mensa de Springfield.
Lisa se une a la sección local de Mensa, junto al director Skinner, el hombre de las historietas, el Dr. Hibbert, el profesor Frink y Lindsay Naegle. Después de que unos borrachos y el jefe Wiggum les echen del cenador que tienen reservado en un parque, temen que la calidad de Springfield sea baja porque los residentes más estúpidos de la ciudad tienen poder sobre sus instituciones cívicas. El grupo Mensa va a enfrentarse al alcalde Quimby por el incidente del cenador, lo que provoca que huya de la ciudad cuando cree erróneamente que el grupo tiene pruebas sobre su corrupción. Los estatutos de la ciudad establecen que, en ausencia del alcalde, la ciudad debe ser gobernada por un consejo de ciudadanos eruditos.
Ahora, con el control de Springfield y gobernando la ciudad como una geniocracia, el grupo espera que las cosas mejoren mucho. Las ideas que ponen en práctica, como la adopción de la hora métrica y la eliminación de las luces verdes de los semáforos para descongestionar el tráfico, elevan a Springfield por encima de San Luis Este en la lista de las 300 ciudades más habitables de los Estados Unidos. Sin embargo, al grupo se le sube el poder a la cabeza y los miembros empiezan a pelearse entre sí. Diversas maquinaciones y sus planes salvajemente impopulares, aireados en una reunión pública, incluida la prohibición de ciertos deportes y la imposición de límites a la procreación similares al acto de pon farr de Star Trek, ponen aún más de manifiesto las desavenencias dentro del grupo.
Los habitantes de Springfield, deseosos de que el poder vuelva a manos de los idiotas, rodean a los intelectuales en una turba enfurecida y ponen fin al dominio de Mensa. Stephen Hawking aparece para ver lo que está tramando el grupo Mensa y deja claro que no está impresionado. Sin embargo, salva a Lisa de ser gravemente herida por la turba. Al final, Hawking y Homer van a la taberna de Moe a tomar una copa.
En la trama secundaria del episodio, Homer roba un cheque regalo durante los disturbios posteriores al concurso y se hace fotos eróticas para regalárselas a Marge, que al principio queda impresionada, pero se distrae con el diseño de interiores que Homer hizo en su sótano.

## Producción
«Salvaron el cerebro de Lisa» fue escrita por Matt Selman y dirigida por Pete Michels. Se emitió originalmente en la cadena FOX en los Estados Unidos el 9 de mayo de 1999. Aunque el primer borrador del episodio fue escrito por Selman, la idea fue propuesta por el antiguo guionista George Meyer. En él, Homer y Bart participan en un concurso de asquerosidad, mientras Marge y Lisa están entre el público. Según Selman, los guionistas se inspiraron en los concursos reales, que por aquel entonces «arrasaban en todo el país». Antes del concurso del episodio, los espectadores reciben muestras gratuitas de un pudin llamado Grandma Plopwell's. El nombre del pudin está inspirado en el de la abuela Plopwell. El nombre del pudin se inspiró en una marca de tartas llamada Aunt Freshly, que los guionistas de Los Simpson solían comer en aquella época.

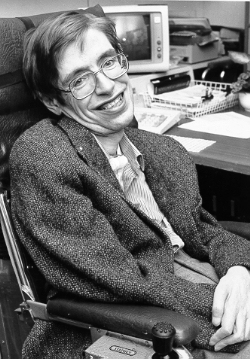
El físico teórico y cosmólogo inglés Stephen Hawking actuó como invitado en el episodio.

El episodio presenta la primera aparición oficial de Lindsay Naegle, una sórdida mujer de negocios que desde entonces se ha convertido en un personaje recurrente de la serie. Aunque ya habían aparecido diferentes versiones del personaje en la serie, concretamente en el episodio de la octava temporada «The Itchy & Scratchy & Poochie Show», el de la novena «Girly Edition» y el de la décima «Make Room for Lisa», el diseño definitivo del personaje se vio por primera vez en «Salvaron el cerebro de Lisa». En el episodio también se menciona por primera vez el nombre del personaje. El nombre de Naegle se basó en parte en Sue Neagle, agente de Selman, y se eligió Lindsey como nombre de pila porque Selman pensaba que sonaba «molesto» y «pretencioso». La voz de Naegle corre a cargo de Tress MacNeille, a quien Selman describió como un «gran activo» para la serie, y afirmó que «da vida» al personaje.
«Salvaron el cerebro de Lisa» cuenta con la participación del físico teórico y cosmólogo inglés Stephen Hawking. Según el productor ejecutivo y actual showrunner Al Jean, se pidió a Hawking que actuara como estrella invitada porque «buscábamos a alguien mucho más inteligente que todos los miembros de Mensa [en Springfield]», por lo que «naturalmente pensaron en él». Selman añadió que el equipo había oído que Hawking era un fanático de la serie y que sus familiares querían que participara como estrella invitada. Bill Mann de The Press Democrat argumentó que se eligió a Hawking como estrella invitada para aumentar los índices de audiencia de la serie durante los «barridos» de mayo. Mann escribió que los «barridos» «se utilizan para fijar las tarifas publicitarias de la televisión local para los meses siguientes».
Hawking grabó su actuación en la primera semana de diciembre de 1998. En su libro Stephen Hawking: a biography, Kristen Larsen escribió que Hawking estuvo a punto de perderse la sesión de grabación, ya que su silla de ruedas se averió dos días antes de su vuelo a Los Ángeles, donde tuvo lugar la grabación. Para hacer las reparaciones necesarias, Chris Burgoyne, ayudante de Hawking, con la ayuda de un técnico, trabajó un turno de 36 horas. Hawking llegó 40 minutos tarde a Los Ángeles. Cuando se encontró con el personal de Los Simpson, se disculpó diciendo: «Siento llegar tarde». Según Selman, Hawking se mostró muy humilde ante las bromas que se hicieron sobre él en el episodio, y declaró que «se disparó muchas veces» a sí mismo. La única observación que hizo Hawking sobre el guion fue que no quería que se le viera borracho en la última escena del episodio, en la que discute de astronomía con Homer en la taberna de Moe.
Debido a su enfermedad motoneuronal, Hawking no podía hablar y se comunicaba mediante un ordenador hecho a medida. Con pequeños movimientos de su cuerpo, Hawking escribía un texto en el ordenador, que luego era pronunciado por un sintetizador de voz. Por ello, Hawking tenía que escribir todas sus frases en el ordenador, mientras el personal las grababa colocando un micrófono delante del altavoz del ordenador. «Es fácil hacer un falso Stephen Hawking en un programa de televisión cómico», dijo Selman en el comentario del DVD del episodio. «Cualquier ordenador puede sonar igual que el suyo, pero cada línea que escribimos para él, la tecleó él mismo y nosotros la grabamos con nuestros micrófonos como si hubiera salido de una boca normal». Algunas de las frases de Hawking fueron difíciles de grabar. En concreto, el ordenador de Hawking tuvo dificultades para «ensamblar» correctamente la palabra «Fruitopia», que «tardó una eternidad» en sonar correctamente en el sintetizador de voz.

## Temática y referencias culturales
En su libro The Simpsons and Philosophy: The D'oh! of Homer, William Irwin, Mark T. Conard y Aeon J. Skoble escribieron que explora en detalle «la posibilidad de una alternativa utópica a la política de siempre en Springfield». Lo describieron como un «epítome» del diverso humor cómico de Los Simpson, y escribieron que puede «disfrutarse en dos niveles», como «farsa amplia» y como «sátira intelectual». Como ejemplo del humor farsesco del episodio, se refirieron a la subtrama del mismo, que, según escribieron, «contiene parte del humor más soez de la larga historia de Los Simpson». Al mismo tiempo, el episodio está «repleto» de lo que describieron como «sutiles alusiones culturales», como el diseño del local del grupo Mensa, basado en la casa del arquitecto estadounidense Frank Lloyd Wright. Del mismo modo, el desafío de Lisa a Springfield llama la atención sobre las «limitaciones culturales de la América pueblerina», mientras que el episodio también argumenta que el desdén intelectual por el hombre común puede llevarse demasiado lejos, y la teoría puede «perder fácilmente el contacto con el sentido común». También argumentaron que el episodio, así como la serie en su conjunto, ofrece una especie de defensa intelectual del hombre común contra los intelectuales, lo que, en su opinión, «ayuda a explicar su popularidad y amplio atractivo [...] ["Salvaron el cerebro de Lisa"] defiende al hombre común contra el intelectual, de una manera que tanto el hombre común como el intelectual pueden entender y disfrutar».

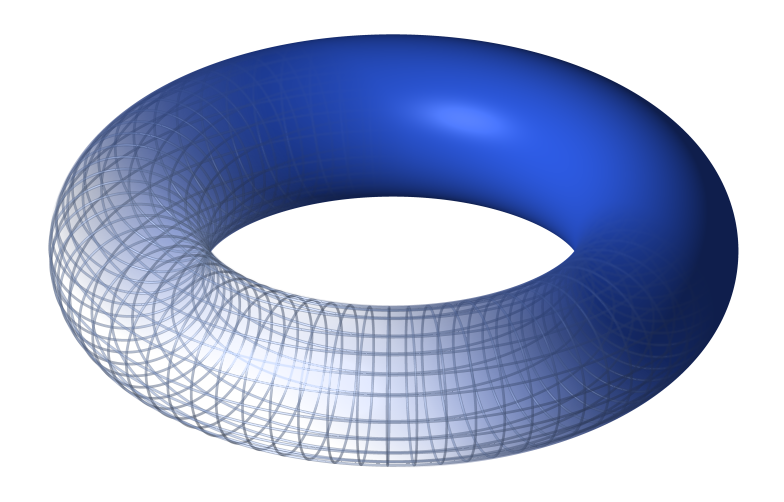
Una de las frases de Hawking en el episodio hace referencia a la teoría de que el universo tiene forma de toroide. Aquí se muestra un toroide.

En la última escena del episodio, se ve a Hawking y Homer discutiendo sobre el universo en la taberna de Moe. Scully declaró que la escena se incluyó porque «era una oportunidad de tener al hombre más inteligente del mundo y al hombre más estúpido del mundo en el mismo sitio». En la escena, Hawking le dice a Homer «Tu teoría de un universo con forma de donut es intrigante... Puede que tenga que robártela». En su libro What's Science Ever Done For Us? What The Simpsons Can Teach Us About Physics, Robots, Life and the Universe, Paul Halpern escribió que en matemáticas, una «forma de donut», la generalización tridimensional de un anillo, se denomina toroide. La generalización de un toroide, cualquier curva cerrada que gira en círculo alrededor de un eje, se denomina toroide. Según Halpern, la frase de Hawking hace referencia al hecho de que existen teorías científicas «genuinas» según las cuales el universo es toroidal.
Uno de los jueces del concurso es Madeleine Albright, que era Secretaria de Estado en la época en que se rodó el episodio. Durante los disturbios que siguen al concurso, una exposición itinerante de cuadros de Van Gogh es pasto de las llamas. En la subtrama del episodio, Homer contrata a una fotógrafa para que le haga fotos eróticas. El diseño de la fotógrafa se basó en la retratista estadounidense Annie Leibovitz. La canción que suena durante las escenas fotográficas es «I'm Too Sexy», del trío pop inglés Right Said Fred. Durante el anuncio de las normas y reglamentos, el hombre de las historietas declara que las relaciones sexuales sólo se permitirán una vez cada siete años en Springfield; se trata de una referencia al pon farr, término utilizado en la franquicia Star Trek para describir el efecto psicofísico del ciclo estral que afecta a la raza ficticia vulcana cada siete años. Su burla de «¡Soy listo, mucho más listo que tú, Hib-bert!» también tiene la melodía de la fanfarria de Star Trek. En el episodio también se menciona a la actriz Geena Davis y al dibujante Mell Lazarus, ambos miembros de Mensa.

## Recepción

### Emisión y polémica
En su emisión original en los Estados Unidos el 9 de mayo de 1999, «Salvaron el cerebro de Lisa» recibió una audiencia de 6,8, según Nielsen Media Research, lo que se traduce en aproximadamente 6,8 millones de espectadores. Terminó en el puesto 54 de las audiencias de la semana del 3 al 9 de mayo de 1999. La audiencia del episodio fue considerada muy baja por el Boston Herald, que señaló que alcanzó «mínimos históricos» en los índices de audiencia.
En una escena del episodio, el hombre de las historietas anuncia que Springfield ocupa el puesto 299 en una lista de las 300 ciudades más habitables de los Estados Unidos, y que San Luis Este ocupa el último lugar. Un periodista de un «periódico local de San Luis Este» se percató de ello y llamó a Selman para preguntarle por qué se estaban «ensañando con San Luis Este». Selman respondió bromeando: «porque es un tugurio plagado de crack». Tras la entrevista, se fue de vacaciones a Grecia durante dos semanas. Mientras Selman estaba de vacaciones, el productor ejecutivo y showrunner, Mike Scully, recibió una llamada telefónica de la publicista de Los Simpson, Antonia Coffman, quien informó de que el comentario de Selman sobre San Luis Este había sido tomado «muy en serio» por el periódico. El personal recibió varias cartas airadas de residentes de San Luis Este, exigiendo una disculpa. Como Selman estaba fuera de alcance, los demás miembros del personal tuvieron que hacerse cargo de la polémica.
Cuando Selman regresó, Scully le regañó y le dijo que tenía que disculparse ante el alcalde de San Luis Este, que, sin que Selman lo supiera, estaba interpretado por Marc Wilmore. Wilmore, antiguo guionista de la comedia televisiva The PJ's, había sido invitado por Scully a participar en una broma pesada, en la que interpretaría al alcalde de San Luis Este y se enfrentaría a Selman por su polémica declaración. Según Selman, Wilmore hizo una «actuación digna de un Oscar». «Estaba aterrorizado», declaró en el comentario del DVD del episodio, «[tuvimos] una discusión de veinte minutos en la que [Wilmore] dijo que [sus] hijos eran objeto de burlas en el colegio [por los comentarios de Selman], y que iban a echar de la cadena a la filial de Fox...». Según Wilmore, Selman culpó inmediatamente a los otros escritores. Dijo Selman: «Bueno, todo el mundo participa, ya sabes [...] ¿Nunca has oído hablar de la palabra "colaboración"?». Selman se dio cuenta de la broma cuando se dio la vuelta y vio «a todos los demás escritores riéndose». «Me sentí tan aliviado», dijo, «que estaba empapado de sudor [...] Había traicionado a mis compañeros escritores, había intentado meterlos en problemas, y todos me conocían como el chaquetero que era».
Como compensación por su participación en la broma, Wilmore recibió un papel en el episodio de la undécima temporada «It's a Mad, Mad, Mad, Mad Marge», en el que interpretaba a un psicólogo. En 2002, Wilmore se convirtió en guionista de Los Simpson.

### Reedición y repuesta de la crítica
El 7 de agosto de 2007, salió a la venta como parte de la caja de DVD The Simpsons - The Complete Tenth Season. Mike Scully, Matt Selman, Ron Hauge, Rich Appel, Marc Wilmore y Pete Michels participaron en el comentario de audio del DVD del episodio. Tras su lanzamiento en vídeo doméstico, recibió críticas dispares. James Plath de DVD Town lo calificó como uno de los mejores episodios de la temporada. Ian Jane de DVD Talk escribió que, aunque los episodios que giran en torno a Lisa tienden a ser «menos populares» que otros, consideró que «Salvaron el cerebro de Lisa» estaba «bien hecho». Colin Jacobson de DVD Movie Guide hizo una crítica mixta del episodio, escribiendo: «Me gusta el hecho de que "Brain" se burle de Mensa, uno de los grupos más engreídos y autocomplacientes que se pueden encontrar. La serie se ríe a carcajadas de sus pretensiones». Sin embargo, añade que «la serie se diluye al cabo de un rato» y que «nunca llega a ser especialmente memorable». Un crítico de Currentfilm.com escribió que, aunque el episodio «no carece de encanto», «no se sostiene muy bien». Jake MacNeill de Digital Entertainment News escribió que el episodio es «genial si crees que los palíndromos son divertidos», y añadió que era uno de los peores episodios de la temporada. Warren Martyn y Adrian Wood, autores del libro I Can't Believe It's a Bigger and Better Updated Unofficial Simpsons Guide, lo describieron como un «recauchutado» del episodio de la novena temporada «Lisa the Simpson». Escribían «Una vez pasado el espectáculo de How Low Will You Go, el episodio cae en picado hasta los últimos minutos». Concluyeron su crítica calificando el episodio de «Muy, muy tedioso».
Por otro lado, la aparición de Stephen Hawking en el episodio fue aclamada por la crítica. Aunque en general no les gustó el episodio, Martyn y Wood escribieron que el cameo de Hawking «salva [al episodio] de ser muy aburrido». Plath calificó la actuación de «muy divertida», mientras que Jane lo describió como «genial». Hawking alcanzó el séptimo puesto en la lista de UGO de las «11 mejores estrellas invitadas» de Los Simpson, y quedó en decimocuarto lugar en «Las veinte mejores voces invitadas de todos los tiempos», según Ryan Stewart de The Boston Phoenix. Stewart escribió que la frase de Hawking «Tu teoría de un universo en forma de donut me intriga, Homer. Puede que tenga que robártela» fue una cita «memorable». Ethan Alter de The Morning Call describió el cameo de Hawking como uno de los diez mejores de la serie, y escribió que la mejor frase de Hawking en el episodio era «Quería ver tu Utopía, pero ahora veo que es más una Fruitopia». En su artículo para IGN, Eric Goldman, Dan Iverson y Brian Zoromski sitúan a Hawking en el puesto dieciséis de su lista «Top 25 Simpsons Guest Appearances». Escriben que tuvo un papel «bastante importante» en el episodio y que dijo «varias frases geniales».

### Respuesta de Hawking
Tras la emisión del episodio, Hawking dijo al equipo de Los Simpson que le «encantaban» todos los chistes y, en una entrevista con The Guardian en 2005, declaró que sus apariciones como invitado en Los Simpson eran «muy divertidas». Se ha producido una figura de acción basada en la aparición de Hawking en Los Simpson, en cuya pantalla de ordenador se puede leer «Si buscas problemas, los has encontrado», una frase del episodio. Desde «Salvaron el cerebro de Lisa», Hawking ha aparecido tres veces como invitado. En 2005, apareció en el episodio de la decimosexta temporada «Don't Fear the Roofer»; en 2007, protagonizó el episodio de la decimoctava «Stop, or My Dog Will Shoot!»; y en 2010, apareció en el estreno de la vigesimosegunda «Elementary School Musical».
Sin embargo, Hawking también ha expresado su descontento por el impacto que su aparición en el episodio ha tenido en su notoriedad. En un debate con el físico Brian Cox en The Guardian, se le preguntó a Hawking cuál era la idea errónea más común sobre su trabajo. Respondió: «La gente cree que soy un personaje de Los Simpson». En su artículo para The Daily Telegraph, Peter Hutchison argumentaba que Hawking «siente que a veces no se le reconoce debidamente su contribución a nuestra comprensión del universo». En su libro The book is dead: long live the book, Sherman Young escribió que la mayoría de la gente conoce a Hawking por su aparición, más que por algo que haya escrito.